# العلاقات السلوفاكية الناوروية
العلاقات السلوفاكية الناوروية هي العلاقات الثنائية التي تجمع بين سلوفاكيا وناورو.

## مقارنة بين البلدين
هذه مقارنة عامة ومرجعية للدولتين:
| وجه المقارنة                                              | سلوفاكيا                                                       | ناورو                          |
| --------------------------------------------------------- | -------------------------------------------------------------- | ------------------------------ |
| المساحة (كم2)                                             | 49.03 ألف                                                      | 21                             |
| عدد السكان (نسمة)                                         | 5.44 مليون                                                     | 10.08 ألف                      |
| الكثافة السكانية (ن./كم²)                                 | 110.95                                                         | 48.00 ألف                      |
| العاصمة                                                   | براتيسلافا                                                     | ضاحية يارين                    |
| اللغة الرسمية                                             | اللغة السلوفاكية                                               | اللغة الناورونية، لغة إنجليزية |
| العملة                                                    | كرونة سلوفاكية، يورو                                           | دولار أسترالي                  |
| الناتج المحلي الإجمالي (بليون دولار)                      | 95.77 مليار                                                    | 113.88 مليون                   |
| الناتج المحلي الإجمالي (تعادل القوة الشرائية) بليون دولار | 162.34 مليار                                                   | 162.98 مليون                   |
| الناتج المحلي الإجمالي الاسمي للفرد دولار أمريكي          | 16.09 ألف                                                      | 9.83 ألف                       |
| الناتج المحلي الإجمالي للفرد دولار أمريكي                 | 30.46 ألف                                                      |                                |
| مؤشر التنمية البشرية                                      | 0.844                                                          |                                |
| رمز المكالمات الدولي                                      | +421                                                           | +674                           |
| رمز الإنترنت                                              | .sk                                                            | .nr                            |
| المنطقة الزمنية                                           | توقيت وسط أوروبا، ت ع م+01:00، ت ع م+02:00، أوروبا/براتيسلافا ‏ | ت ع م+12:00                    |

## منظمات دولية مشتركة
يشترك البلدان في عضوية مجموعة من المنظمات الدولية، منها:
| علم المنظمة | اسم المنظمة                   | تاريخ انضمام سلوفاكيا | تاريخ انضمام ناورو |
| ----------- | ----------------------------- | --------------------- | ------------------ |
|             | يونسكو                        | 9 فبراير 1993         | 17 أكتوبر 1996     |
|             | الاتحاد البريدي العالمي       | ?                     | ?                  |
|             | منظمة الشرطة الجنائية الدولية | ?                     | ?                  |
|             | الأمم المتحدة                 | 19 يناير 1993         | 14 سبتمبر 1999     |
|             | الاتحاد الدولي للاتصالات      | 23 فبراير 1993        | 10 يونيو 1969      |
|             | منظمة حظر الأسلحة الكيميائية  | ?                     | ?                  |

## وصلات خارجية
- موقع وزارة الخارجية السلوفاكية